# ニューロクライン・バイオサイエンシズ
ニューロクライン・バイオサイエンシズ（英: Neurocrine Biosciences, Inc.）は、1992年に設立されたアメリカのバイオ製薬会社。本社はカリフォルニア州サンディエゴ（登記はデラウェア州）。ニューロクラインは、神経および内分泌関連の疾患や障害の治療法を開発している。2017年には、バルベナジン（アメリカの商品名：イングレッザ、日本の商品名：ジスバル）が、アメリカで成人の遅発性ジスキネジア（TD）の治療薬として承認された。バルベナジンは2022年日本でも遅発性ジスキネジアの適応で承認された。
ニューロクラインは、2024年現在、パーキンソン病、トゥレット症候群、先天性副腎過形成症の治療薬を様々な段階の臨床試験で開発中であり、さらに、他社とライセンス契約を締結し、子宮内膜症や子宮筋腫の治療薬も開発している。

## 歴史
ニューロクラインは1992年にカリフォルニア州サンディエゴで設立された。学術的創業者は、ソーク生物学研究所のワイリー・ヴェイルとスタンフォード大学のローレンス・スタインマンである 。設立に関してニューロクラインはアバロン・ベンチャーズなどの支援を受けた。
1995年、ベルギーのヤンセン・ファーマスーティカと提携し、精神障害の治療に向けてコルチコトロピン放出因子（CRF）拮抗薬の開発に取り組んだ。この化合物群は、不安、うつ病、過敏性腸症候群などの精神的、神経的、消化器系の疾患の治療への応用が想定された。ニューロクラインは1996年5月にIPOを行い、NASDAQに上場し、3420万ドルを調達した。
1996年10月、イーライリリーはニューロクラインと契約を結び、CRF結合タンパク質リガンド阻害薬の研究に基づいて、肥満とアルツハイマー病の治療薬を開発するために7400万ドルを支払うことに合意した。
2001年7月、ニューロクラインとグラクソ・スミスクラインは、CRF-R拮抗薬化合物を特定および開発するための共同研究プログラムを含む世界規模の研究、開発、商業化契約を締結した。この契約には、NBI-34041の開発および商業化も含まれ、ニューロクラインは初期費用とマイルストーン支払いとして2550万ドルを受領した。
2002年12月、ニューロクラインはファイザーと実験的な不眠症治療薬インディプロンの権利に関する契約を締結した 。この契約によりニューロクラインは初期に1億ドルを受領し、製薬が成功し製造承認および販売目標を達成すればさらに3億ドルを受け取る可能性があったた 。2006年5月、FDAはインディプロンの徐放性15mg製剤に対して非承認通知を発行し、5mgおよび10mgの即放性製剤には条件付きの承認通知を発行した。その結果、ファイザーはニューロクラインとの契約を終了した。2007年12月に5mgおよび10mg製剤の再提出が行われ、新薬申請は「承認可能」と判断されたが、FDAは追加の臨床試験を要求した。最終的に、ニューロクラインはアメリカでのインディプロンの開発を中止した。その後、ニューロクラインは大日本住友製薬（現：住友ファーマ）と提携し、日本でのインディプロンの開発・商業化を進め、2,000万ドルの先行支払いと、日本のインディプロンの商業化に基づくマイルストーン支払いおよびロイヤルティを受け取る権利を獲得した。
2010年6月16日、ニューロクラインとアッヴィは 、子宮内膜症および子宮筋腫の治療薬であるエラゴリクスという経口ゴナドトロピン放出ホルモン拮抗薬を開発・商業化するための契約を締結した 。この契約は最大で5億7500万ドルの価値があり、ニューロクラインは初期に7500万ドルを受領した。
2015年、バルベナジンの日本およびアジアの一部における独占的開発および販売権を日本の田辺三菱製薬を提供した。
2017年4月、FDAは遅発性ジスキネジア（TD）の治療薬バルベナジンを承認した。承認当時、バルベナジンは成人の遅発性ジスキネジア治療の適応をもち承認された唯一の薬であった。また、ニューロクラインはトゥレット症候群への適応拡大に向けてバルベナジンの臨床試験を実施中である。2017年10月、ニューロクラインはバルベナジンが小児のトゥレット症候群の適応でFDAからオーファンドラッグ指定を受けたことを発表した。
2017年2月、ニューロクラインはポルトガルの製薬会社ビアルとパーキンソン病治療薬オピカポンの北米における開発・商業化に関する独占ライセンス契約を締結したと発表した。この契約には、ニューロクラインが3000万ドルの前払いを行い、FDA承認のための開発活動を行うための資金提供することが含まれている。ビアルは最大1億1500万ドルのマイルストーン支払いと純売上高の一定割合を受領する権利を有している。
2017年9月、アッヴィは子宮内膜症および関連する痛みの管理の適応でエラゴリクスの承認申請をFDAに提出した。この承認申請は1700人の女性を対象とした2つの第Ⅲ相臨床試験の良好な結果に結果によるものであった。2017年10月、アッヴィとニューロクラインはFDAからエラゴリクスの承認申請に対して優先審査を受けたことを発表した。エラゴリクスに関する最終的な判断は2018年の第3四半期に行われる予定となっている。また、エラゴリクスは子宮筋腫の治療のためにも開発中で、現在第Ⅲ相臨床試験の段階にある。
2018年7月、エラゴリクスがFDAにより承認された 。
2021年、日本のネクセラファーマから統合失調症の治療候補薬、NBI-1117568をライセンスアウトされ、ニューロクラインが開発を行うこととなった。
2022年5月、日本において、バルベナジンがジスバルの商品名で薬価収載、発売が開始された。2022年10月、NBI-1117568が統合失調症の適応で第Ⅱ相臨床試験開始。
2023年8月、バルベナジンは、FDAによりハンチントン病に伴う舞踏運動の適応追加が承認された。
2024年8月、NBI-1117568の第Ⅱ相臨床試験の結果を発表、NBI-1117568はPANSSの改善量が7.5であり、同時期に臨床試験を行っていたムスカリン受容体作動薬であるKarXT(カルナ・セラピューティクス)の8.4、エムラクリジン（セレベル・セラピューティクス）の12.7を下回ったこと、また用量依存性が認められなかったことから、発表翌日、株式市場では失望が広がりニューロクラインの株価は19%下落した。
2025年5月1日、NBI-1117568の第Ⅲ相臨床試験が開始したと発表。

## 事業内容・パイプライン
- バルベナジン -  遅発性ジスキネジアの治療薬。日本、アメリカで発売中。
- エラゴリクス（英語版） - ゴナドトロピン放出ホルモン受容体拮抗薬。子宮内膜症の適応で発売中。子宮筋腫の適応で臨床試験中。
- オピカポン（英語版） - パーキンソン病の適応で臨床試験中。
- NBI-1117568 - ムスカリン受容体作動薬。2024年9月現在、統合失調症の適応で第Ⅱ相臨床試験終了[40][41]。
- NBI-74788 - コルチコトロピン放出因子（CRF）受容体作動薬。